# Jack Poole
John W. "Jack" Poole OC (Mortlach, 14 de abril de 1933 - Vancouver, 23 de outubro de 2009) foi um empresário canadense que, como chefe do comitê da candidatura de Vancouver, foi responsável por trazer os Jogos Olímpicos de Inverno de 2010 para o Canadá.
Ele morreu de câncer no pâncreas logo após a meia-noite de 23 de outubro de 2009, horas depois da chama olímpica ser acesa para o início revezamento da tocha dos Jogos Olímpicos de Inverno.